# 源国俊
源 国俊（みなもと の くにとし）は、平安時代中期から後期にかけての貴族。醍醐源氏高明流、権中納言・源隆国の六男。官位は従五位上・陸奥守。

## 経歴
延久6年（1074年）従五位下に叙爵し、右衛門佐を務める。承保2年（1075年）民部権大輔に遷る。承暦2年（1078年）に従五位上に叙され、応徳2年（1085年）に備後介を兼任。応徳3年（1086年）には三河守に任ぜられる。
承徳2年（1098年）8月に陸奥守に任ぜられるが赴任せず、翌承徳3年（1099年）3月18日に卒去した。
白河天皇の時代の殿上人だったが、闘乱があったため、即殿上籍を剥奪されたという。

## 逸話
ある時、国俊が叔（伯）父（兄）である鳥羽僧正（覚猷）のもとを訪ねた。その際に僧正は「しばらく待ってくれ」と言い、長時間でてこなかった。国俊は立腹して帰ろうと牛車に向かったが、僧正が「車を借りるぞ」と言って国俊の牛車を借りていってしまったあとだった。仕返しとして、僧正の風呂に碁盤を逆さに入れ、その上に藁をかけておいた。僧正は藁の上に仰向けにひっくり返って寝ることを楽しみとしていたため、いつものように藁の上にひっくり返った僧正は碁盤に尻骨をぶつけて気を失ってしまった。その後、様子を見に来た部下の僧侶が水をかけるなどして正気に戻らせたという。

## 官歴
※以下、『本朝世紀』の記載に従う。
- 延久6年（1074年）4月8日：右衛門佐、従五位下
- 承保2年（1075年）正月18日：民部権大輔
- 承暦2年（1078年）正月6日：従五位上（輔労）
- 応徳2年（1085年）2月15日：備後介
- 応徳3年（1086年）2月3日：三河守
- 承徳2年（1098年）8月：陸奥守（任国に之かず）

## 系譜
- 父：源隆国
- 母：不詳
- 妻：不詳
- 生母不明の子女
  - 男子：源有隆（?-?） - 源師忠の猶子
  - 男子：源伊俊
  - 男子：良修
  - 男子：賢覚
  - 男子：俊増
  - 男子：覚証